# Strangalomorpha
Strangalomorpha är ett släkte av skalbaggar. Strangalomorpha ingår i familjen långhorningar.
Kladogram enligt Catalogue of Life:
| Strangalomorpha | \| \| Strangalomorpha austera \| \| \| \| \| \| Strangalomorpha cavernosa \| \| \| \| \| \| Strangalomorpha crebrepunctata \| \| \| \| \| \| Strangalomorpha marginipennis \| \| \| \| \| \| Strangalomorpha mitonoi \| \| \| \| \| \| Strangalomorpha multiguttata \| \| \| \| \| \| Strangalomorpha signaticornis \| \| \| \| \| \| Strangalomorpha tomentosa \| \| \| \| |
|                 | \| \| Strangalomorpha austera \| \| \| \| \| \| Strangalomorpha cavernosa \| \| \| \| \| \| Strangalomorpha crebrepunctata \| \| \| \| \| \| Strangalomorpha marginipennis \| \| \| \| \| \| Strangalomorpha mitonoi \| \| \| \| \| \| Strangalomorpha multiguttata \| \| \| \| \| \| Strangalomorpha signaticornis \| \| \| \| \| \| Strangalomorpha tomentosa \| \| \| \| |
|                 | Strangalomorpha austera |
|                 | |
|                 | Strangalomorpha cavernosa |
|                 | |
|                 | Strangalomorpha crebrepunctata |
|                 | |
|                 | Strangalomorpha marginipennis |
|                 | |
|                 | Strangalomorpha mitonoi |
|                 | |
|                 | Strangalomorpha multiguttata |
|                 | |
|                 | Strangalomorpha signaticornis |
|                 | |
|                 | Strangalomorpha tomentosa |
|                 | |